# 歌川芳為
歌川 芳為（うたがわ よしため、生没年不詳）とは、江戸時代の浮世絵師。

## 来歴
歌川国芳の門人、歌川の画姓を称し一集斎と号す。作画期は嘉永から安政の頃にかけてとされ、作におもちゃ絵が知られる。

## 作品
- 「新板馬のり武者づくし」　大判錦絵　都立図書館所蔵
- 「しんはんうを尽し」　錦絵　足立区立郷土博物館所蔵